# I Am Jazz
I Am Jazz is een realitysoap op TLC over Jazz Jennings, een Amerikaanse transgendervrouw.
De serie toont het leven van Jennings en haar familie vanuit het gezichtspunt van haar geslachtsverandering. Het programma ging van start in 2015 toen Jennings 11 was. Er was echter al materiaal geschoten op zeer jonge leeftijd, omdat haar moeder al wist dat Jennings transgender was toen ze twee was. Jennings gaf zelf op haar vierde al aan dat haar hersenen vrouw waren en haar lichaam man.
Ze kreeg al op zeer jonge leeftijd puberteitsremmers en later hormoontherapie. Op de leeftijd van 17 ging Jennings in volledige transitie en de operaties verliepen niet goed. Er volgde een serie operaties om de complicaties te verhelpen.
In 2023 kwam het 8e seizoen van de serie uit en dat leidde tot veel controverse. Jennings was inmiddels 22 en kampte als enige jaren met heftige obesitas en psychische klachten, waaronder angstaanvallen.

## Ontvangst
De serie won in 2016 een GLAAD Award en in 2020 een Reality TV Award in de categorie Best Docu-Series.
Kritiek ging onder andere over de als onvolledig en soms ook foutief bestempelde informatievoorziening. Dit zou voor een verkeerd beeld van transseksualiteit kunnen zorgen bij zowel volwassenen als kinderen, met negatieve gevolgen. Zowel het programma als het bijbehorende kinderboek zouden juist averechts werken.
Vanwege de problemen waar Jennings mee te maken keeg, kwam er ook veel kritiek los op de moeder, de chirurg Marcy Bowers, en op de transgenderbeweging.